# Tritoner

Rundsköld med nereid- och tritontåg. Från Polen cirka 1550, efter italiensk förebild.

Tritoner var i grekisk mytologi varelser som var till hälften människor och till hälften fiskar, de flesta barn till Poseidon. Den mest framträdande tritonen var Poseidons och Amfitrites son Triton.